# Cosnac
Cosnac este o comună în departamentul Corrèze din centrul Franței. În 2009 avea o populație de 2.875 de locuitori.

## Evoluția populației
| An        | 1975 | 1982  | 1990  | 1999  | 2006  | 2009  |
| --------- | ---- | ----- | ----- | ----- | ----- | ----- |
| Populație | 819  | 1.452 | 1.962 | 2.340 | 2.788 | 2.875 |